# Ecosia
Ecosia je webový vyhledávač, jehož provozovatel sídlí v německém Berlíně. Zakladatelem startupu je Christian Kroll.
Spolupracuje se Světovým fondem na ochranu přírody, jemuž odvádí 80 % svých příjmů z reklam, konkrétně na program ochrany deštných pralesů (ke konci srpna 2018 činil příspěvek 98 000 eur). Jakožto „sociální podnikání“ je Ecosia CO2-neutrální a podporuje plnou finanční transparentnost. Provozovatel je certifikován společností B-Lab jako obecně prospěšná společnost.
Výsledky vyhledávání zajišťují partnerské vyhledávače Yahoo! a Bing. K srpnu 2010 byl vyhledávač používán zejména v Německu, Švýcarsku a Francii.
Ecosia od července 2016 podporuje územně založené filtrování, ale nepodporuje zobrazování univerzálních celosvětových informací.
Od září 2023 společnost Ecosia navázala partnerství s novými poskytovateli vyhledávání. Nyní získává výsledky vyhledávání z Microsoft Bing i Google.

## Další prospěšné vyhledávače
- OceanHero[3]
- Karma[4]